# Miracle Flair
Miracle Flair ist eine Symphonic-Metal-Band, gegründet in St. Gallen in der Schweiz.

## Geschichte
Miracle Flair wurde 2008 von Nicole Hartmann und Daniel Maurizi gegründet. Beides sind ausgebildete Musiklehrer und unterrichten Gesang und Gitarre an verschiedenen Musikschulen in St. Gallen (Schweiz). Das erste in Eigenregie produzierte Album Inner Peace of Mind erschien im Jahr 2011. Ein Stilwechsel zu härteren Songs, die klar dem erweiterten Metal-Genre zugeordnet werden können, führte zur Unterschrift beim Deutschen Plattenlabel Massacre Records und dem dort veröffentlichten zweiten Album Angels Cast Shadows 2016. Alle Songs wurden von Daniel Maurizi und Nicole Hartmann geschrieben und zusammen mit Tommy Vetterli (Coroner) produziert und aufgenommen. Für die Singles Embracing the End und The Whole wurde Jörg Hennecke / yorkproduction.ch beauftragt.
Im Frühjahr 2018 ging die Band auf Europa-Tour im Vorprogramm von Dark Tranquillity (Schweden) und Equilibrium (Deutschland). Die Tour umfasste 29 Konzerte in 14 Ländern. Im Herbst 2018 folgte eine Headliner-Tour durch Russland mit weiteren 10 Konzerten.
2019 wurde mit der Produktion zum neuen Album „Symchronism“ begonnen. Die Aufnahmen fanden wieder in den New Sound Studios mit Tommy Vetterli statt. Die Singles „What remains“ und „The Untold“ wurden jeweils wieder mit aufwändigen Videoproduktionen versehen.

## Diskografie

### Alben
- 2011: Inner Peace of Mind (Eigenvertrieb)
- 2016: Angels Cast Shadows (Massacre Records)
- 2020: Synchronism

### Videos
- 2011: Fallen Mask
- 2013: Ray Out Confidence
- 2013: Inner Peace of Mind
- 2017: Embracing the End
- 2017: The Whole (Lyric Video)
- 2020: What Remains
- 2020: The Untold